# Yvan Stefanovitch
Yvan Stefanovitch, parfois prénommé Yves, est un journaliste d'investigation français et un auteur de livres politiques, spécialisé dans la dénonciation du parlementarisme et du gaspillage d'argent public. 

## Biographie
Il est l'auteur d'une tribune libre intitulée « Les gaspillages du Rafale ou l'aveuglement de François Hollande » publiée le 16 janvier 2014, dans laquelle il annonce que le Rafale est « invendable aujourd’hui et sans doute demain ». Les exportations du Rafale commencent dès l'année suivante.
En 2015, il publie Rentiers d'État sur les institutions administratives et les hauts fonctionnaires.
En 2016, il publie Le Sénat. Un paradis fiscal pour des parlementaires fantômes qui dénonce les privilèges fiscaux des sénateurs et leur temps de travail réel avec selon lui, « un minimum de 4 à 5 jours de présence par mois et un système d'excuses discrétionnaires », ainsi que le supposé manque de transparence, comparé à la Corée du Nord.  En juin de la même année, les sénateurs autorisent leur président Gérard Larcher à poursuivre au nom du Sénat Yvan Stefanovitch en diffamation, car « ces propos portent atteinte à l’honneur et à la considération du Sénat, en ce qu’ils imputent au Sénat le fait d’accepter une excuse injustifiée pour éviter de sanctionner un sénateur, permettant ainsi des « tricheries », et d’entourer pour ces raisons cette procédure de secret »[pas clair]. Selon le journal Le Point, ce serait la première fois qu'une institution de la République poursuit un journaliste en justice pour avoir publié un livre, la censure politique n'existant plus officiellement en France depuis 1973. En avril 2019, le Sénat perd son procès contre Yvan Stefanovitch , les juges estimant que « s'interroger sur le fonctionnement effectif de la Chambre haute du Parlement et notamment sur le statut fiscal des sénateurs, le système des délégations de vote, la façon dont les excuses des absents sont acceptées ou non, ainsi que sur la transparence de cette institution créée par la Constitution [...] constitue un sujet d'intérêt général majeur ».
En 2023 il publie La mafia du recyclage: Entre monopoles, gaspillages et conflits d'intérêts, dans lequel il estime le coût du recyclage à 10 milliards d'euros par an.

## Livres
- Un assassin au-dessus de tout soupçon, éditions Balland, 1984 ; 2014 rééd. en poche, J'ai lu
- L'Empire de l'eau, éd. Ramsay, 2005
- Aux frais de la princesse : Enquête sur les privilégiés de la République, éd. Lattès, 2007 ; 2011 rééd. en poche, Nouveau Monde Éditions
- Bertrand le Magnifique : Enquête au cœur du système Delanoë, éd. Flammarion, 2008
- Sénat : Enquête sur les super-privilégiés de la République, avec Robert Colonna d'Istria, Le Rocher, 2008
- Régions : Le grand gaspi, avec Robert Colonna d'Istria, Le Rocher, 2010
- La Caste des 500, J.-C. Lattès, 2010  (ISBN 978-2-7096-2987-4)
- Les profiteurs du développement durable, Presses de la Cité, 2011  (ISBN 978-2258085800)
- Défense française : le devoir d'inventaire, Éditions du Moment, 2013  (ISBN 978-2354172381)
- Rentiers d’État, éditions du Moment, 2015
- Le Sénat. Un paradis fiscal pour des parlementaires fantômes, Le Rocher, 2016  (ISBN 978-2-268-07749-9)
- Petits arrangements entre amis, Albin Michel, 2020  (ISBN 978-2-226-43866-9) Sur le Conseil d'État